# Peak Sport
Peak Sport Products Co. Limited (Chinees: 匹克; pinyin: Pǐ Kè) (SEHK: 1968) is een in 1989 opgericht Chinees bedrijf dat handelt in sportartikelen.
PEAK SPORT S.R.L. (PEAK International) is in 2000 opgericht. PEAK International is gevestigd in China en verzorgt de distributie en promotie van het merk Peak over de hele wereld.
Het bedrijf staat aan de beurs van Hong Kong genoteerd en in september 2009 was er een beurswaarde van 1,4 miljard Amerikaanse dollar en een omzet van boven de 500 miljoen dollar in 2011.

## Bedrijfsactiviteiten
Peak Sport, ontwerpt, ontwikkelt, fabriceert, distribueert en adverteert haar sportartikelen (voornamelijk sportkleding en sportschoenen) onder het merk Peak. In China verkoopt Peak Sport haar producten in partijen aan bedrijven, of via Peakfabriekswinkels (outlets).
Buiten China verkoopt Peak aan groothandels die de producten doorverkopen aan consumenten, retailers, sport teams en verenigingen.
In 2009 had Peak Sport een distributienetwerk met 5667 geautoriseerde fabriekswinkels (outlets) in China, die door Peak Sports distributeurs of derden werden geëxploiteerd.

## Geschiedenis
Peak is opgericht door Xu Jingnan in 1989. Xu Jingnan was in 1988 lid van het Chinees olympisch comité. Hij zag de groei van de enorme lokale vraag naar merk basketbal schoenen zoals Nike en Adidas. Dit was voor hem de aanleiding om zelf een merkschoen in de markt te zetten. Verder was zijn netwerk in sportorganisaties groot waardoor hij kansen zag hier snel gebruik van te kunnen maken.
Xu Jingnan vestigde Peak in de provincie stad Jinjiang. Peak is een van de vele Chinese sportschoenfabrikanten die in Jinjiang zijn gevestigd. Ander bekende Chinese sportmerken die in Jinjiang zijn gevestigd zijn LI-Ning, 361° en ANTA.
Peak is een voorbeeld van een Chinees bedrijf dat heeft geprofiteerd van een snelle groei van de Chinese Economie. Vooral de ontwikkeling van het zogenaamde achterland van China speelde een belangrijke rol bij de eerste groei van Peak. In het begin heeft Peak zich enkel op basketbal toegelegd. Tegenwoordig richt Peak zich op meerdere sporten, onder andere joggen, voetbal, volleybal tennis en meer. Peak is aan het uitbreiden naar Amerika, Europa, Australië en de rest van Azië met meer dan 5000 winkels en wil binnen twee jaar nog 1500 winkels openen. Peak heeft veel fabrieken in Azië, met 600 werknemers en meer dan 6000 fabrieksmedewerkers. Peak wil het aantal fabrieksmedewerkers uitbreiden naar 12.000 binnen vijf jaar.
Momenteel wordt Peak geleid door Xu Zhihua.